# Richard Rorty
Richard McKay Rorty, ameriški filozof, * 4. oktober 1931, New York, † 8. junij 2007, Palo Alto, Kalifornija.
Richard Rorty se je rodil Jamesu in Winifred Rorty. Winifred je bila hči teologa Walterja Rauschenbuscha. Rorty se je tik pred svojim petnajstim letom vpisal na Univerzo v Chicagu, kjer je diplomiral in magistriral iz filozofije, na Univerzi Yale pa je iz filozofije na temo »Koncept potenciala« tudi doktoriral. Bil je predstavnik neo-pragmatizma. 

## Izbrana bibliografija
- Philosophy and the Mirror of Nature. Princeton: Princeton University Press, 1979. ISBN
- Consequences of Pragmatism. Minneapolis: University of Minnesota Press, 1982. ISBN
- Philosophy in History. Cambridge: Cambridge University Press, 1985. (co-editor)
- Contingency, Irony, and Solidarity. Cambridge: Cambridge University Press, 1989. ISBN
- Objectivity, Relativism and Truth: Philosophical Papers I. Cambridge: Cambridge University Press, 1991. ISBN
- Essays on Heidegger and Others: Philosophical Papers II. Cambridge: Cambridge University Press, 1991. ISBN
- Achieving Our Country: Leftist Thought in Twentieth Century America. Cambridge, MA: Harvard University Press, 1998. ISBN
- Truth and Progress: Philosophical Papers III. Cambridge: Cambridge University Press, 1998. ISBN
- Philosophy and Social Hope. New York: Penguin, 2000. ISBN
- Against Bosses, Against Oligarchies: A Conversation with Richard Rorty. Chicago: Prickly Paradigm Press, 2002. ISBN
- The Future of Religion, soavtor: Gianni Vattimo; urednik: Santiago Zabala. Columbia: Columbia University Press, 2005. ISBN
- Philosophy as Cultural Politics: Philosophical Papers IV. Cambridge: Cambridge University Press, 2007.